# Глубля
Глубля (бел. Глубля) — озеро в Мядельском районе Минской области, второе по величине среди Блакитных озёр.

## Описание
Котловина озера ложбинного типа. Склоны по большей части крутые, поднимаются на высоту 30-35 м над урезом воды; лишь на востоке имеются низкие заболоченные участки. Ширина литорали не превышает 10-15 м, сублитораль крутая. Полная смена воды происходит раз в 8-9 лет, что позволяет отнести озеро к слабопроточным. На северо-востоке в озеро впадает протока из озера Глубелька, на востоке вытекает протока в реку Страча.
Вода в озере очень чистая: прозрачность зимой достигает 5 м, летом — 4,5 м, цветность не более 10°. Название заказника «Голубые озёра» произошло от яркого сине-зелёного цвета воды в озере Глубля; причина этого — выстилающие дно светлые карбонатные породы.

## Растительный мир
Узкая полоса литорали и крутые склоны котловины ограничивают зарастание озера. Надводные макрофиты представлены разрежённой полосой камыша и тростника. В озере произрастают редкие виды, занесённые в Красную книгу Беларуси — водяная сосенка и меч-трава. Растения встречаются в озере до глубины 7 м.

## Животный мир
Ихтиофауна озера бедная, в основном это щука, лещ, окунь.

## Экология
Озеро Глубля, как и вся территория бывшего ландшафтного заказника «Голубые озёра», вошла в состав Национального парка «Нарочанский», и из-за живописного расположения и ярко голубого цвета воды является изюминкой туристических маршрутов.